# Купер, Бесси
Бе́сси Ку́пер (англ. Besse Cooper; 26 августа 1896 — 4 декабря 2012) — американская долгожительница, старейший житель Земли с 21 июня 2011 года до 4 декабря 2012 года, после смерти Марии Гомес Валентин. С 4 декабря старейшим жителем Земли стала 115-летняя Дина Манфредини, американка итальянского происхождения.

## Биография
Родилась 26 августа 1896 года в штате Теннесси (Салливан-Каунти). Девичья фамилия — Бpayн (англ. Besse Berry Brown). Была третьим ребёнком из восьми у её родителей.
Она окончила школу East Tennessee Normal School и была учительницей в её родном штате Теннесси до переезда в штат Джорджия. Преподавала в школе Between School (Бэтуин, Джорджия). В 1924 году в возрасте 28 лет вышла замуж за Лютера Купера, в 1929 году родила первого сына, а в 1963 году овдовела. В последнее время Купер проживала в Монро (штат Джорджия) в доме для престарелых при медицинском центре Walton Regional Medical Center.
19 января 2009 года Бесси стала старейшей жительницей штата Джорджия, а 31 января 2011 года после смерти американской долгожительницы Юнис Сэнборн Купер стала старейшей подтвержденной жительницей США.
В день её 115-летия у Бесси было 4 детей, 12 внуков, 15 правнуков и 1 праправнук.
Бесси Купер умерла 4 декабря 2012 года в возрасте 116 лет 100 дней в доме престарелых города Монро, штат Джорджия, США. Незадолго до смерти она заразилась желудочной инфекцией.

## Факты
- Она ошибочно считалась старейшим жителем Земли[1] в период с 31 января по 18 мая 2011 года, когда была полностью верифицирована бразильская долгожительница Мария Гомес Валентин, родившаяся 9 июля 1896 года.
- Согласно книге рекордов Гиннесса, Бесси Купер стала третьей долгожительницей в мире, которая когда-либо была ошибочно определена как старейшая женщина планеты (после Хендрикье ван Андел-Схиппер и Юнис Сэнборн), и первой, которая вернула себе этот статус, пережив более старшую конкурентку.
- С 2 декабря 2011 года Бесси Купер после смерти японской долгожительницы Тиёно Хасэгавы оставалась последним живущим человеком 1896 года рождения.
- 26 августа 2012 года Бесси Купер стала восьмым в истории человеком, бесспорно достигшим возраста 116 лет.
- На момент смерти была 6-м (с учётом оспоренного возраста Люси Ханны) из когда-либо живших старейших людей мира. До 12 июня 2023 года входила в число 20 старейших людей в мировой истории.